# 谢靖
谢靖（1989年—），江苏泰州人，中国象棋棋手，特级大师胡荣华的关门弟子。2001年，谢靖获得全国少年赛16岁组的冠军，成为象棋大师。2008年，谢靖获第六届全国象棋排名赛的第一名，晋升为中国象棋特级大师。
2004年和2008年，谢靖帮助中国队两度斩获亚洲象棋锦标赛团体赛的冠军。2013年，谢靖以6胜5和的成绩，获得第48届全国象棋个人锦标赛男子组冠军。